# 尿膜管癌
尿膜管癌（にょうまくかんがん 英： Urachal Cancer, Urachal Carcinoma）は胎生期に退縮する胎児組織である尿膜管に発生する悪性腫瘍である。膀胱尿膜管移行部に発生することが多く、膀胱内では膀胱頂部の腫瘍として見つかることが多い。

## 疫学
おおよそ年間10万人あたり6人未満が発症し、膀胱癌全体の0.17∼0.34%と比較的稀な疾患であり、治療法に関しても外科的切除以外に確立した方法がないのが現状である。転移巣を有する症例に対する有効な化学療法も確立しておらず、5年生存率は 6.5 ∼ 43.5%と予後不良な疾患である。好発年齢は30∼60歳に多く、性比は2.6:1 と男性に多くみられる。

## 症状
尿膜管癌は膀胱外部で腫瘍が発育するため初期には症状に乏しいことが多く進行癌として発見されることが多い。無症状のまま数年間存在し、尿膜管腫瘍が膀胱壁まで浸潤した場合、よく見られる兆候は血尿である。その他の症状として粘性の蛋白尿、尿混濁、局所痛または腫れ、周期的な局所または尿路感染症とへその痛みやへそからの膿などがみられる。
尿膜管癌は局所浸潤性が強いという生物学的特性を有しており、術後の再発率も 38 - 50% と高い。一方、尿膜管癌術後局所再発を伴わず単独で遠隔転移を呈する症例も報告されており、遠隔転移の好発部位として肺が最も多く、次いで脳・骨・肝となっている。

## 診断基準
尿膜管癌の診断基準としては以下が挙げられる。
1. 腫瘍が膀胱頂部または膀胱前壁に存在している。
2. 腫瘍は正常な膀胱粘膜に隣接しているか、たとえ潰瘍を生じた粘膜に被われていても明瞭な境界がある。
3. 他の部位に原発性腺癌が存在しない。
4. 腫瘍はRetzius 腔への浸潤を伴いつつ、膀胱内で増殖する。
5. 腫瘍周囲に腺性膀胱炎、嚢胞性膀胱炎などの組織像がない。

## 病理組織学

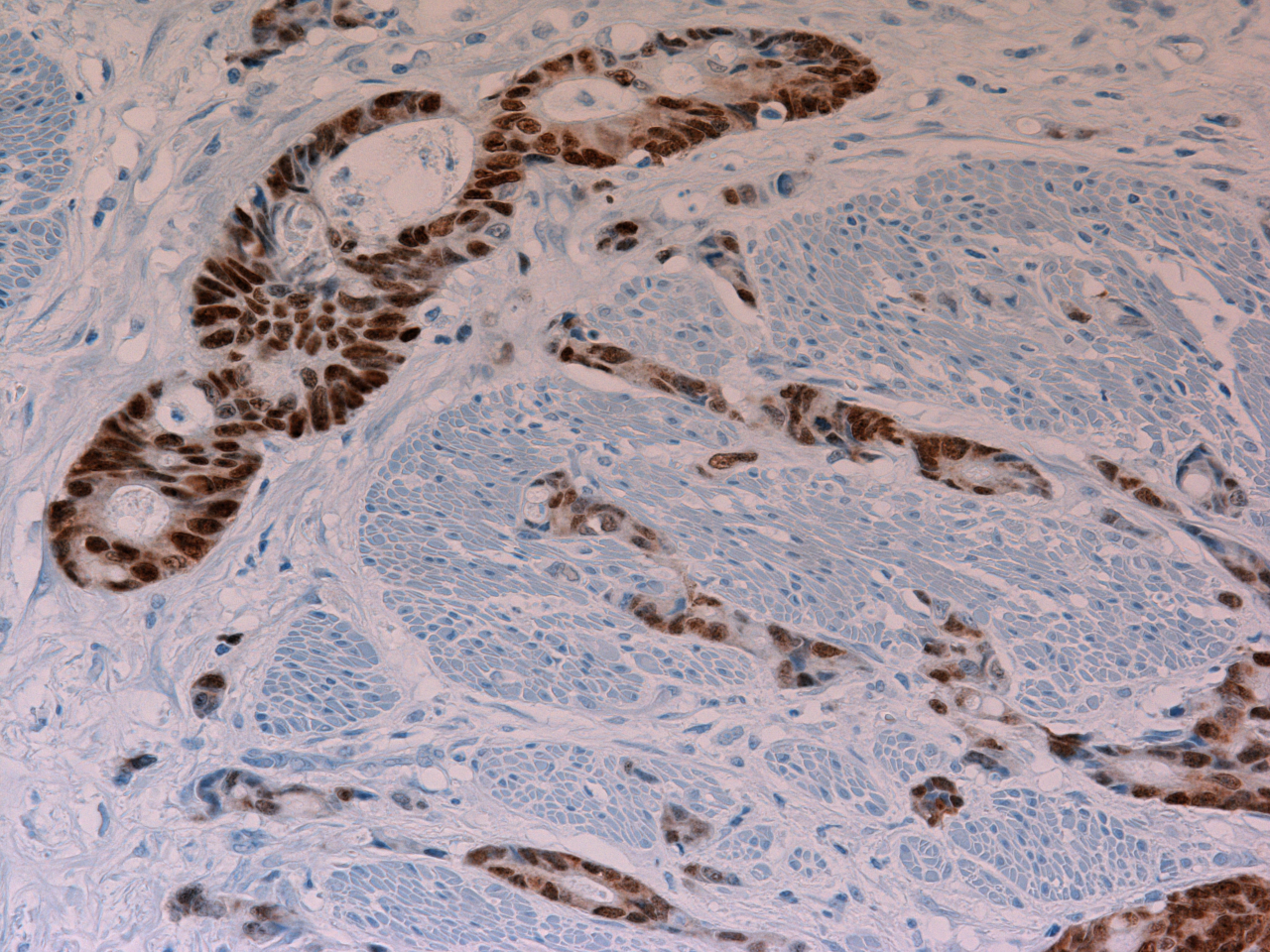
尿膜腺癌の 免疫組織化学実証 の一例
CDX2-positivity with typical nuclear staining. 200x magnification.

尿膜管より発生する癌は腺癌が最も多く約90%以上を占め、その半数がムチン産生型であるとされる。その他移行上皮癌、扁平上皮癌の報告も認められる。これについては尿膜管上皮はcoleum epitheliumに由来し、様々な上皮細胞に分化する可能性を有しているためとされる。尿細胞診で腺癌と判断した場合、尿膜管由来以外の膀胱原発の腺癌の可能性を考慮すべきである。他にも腺系への分化を示す尿路上皮癌や、消化管癌からの転移も考慮しておく必要がある。しかし、細胞学的所見のみから原発巣と発生起源を確定させるのは必ずしも容易ではなく、臨床所見を合わせた総合判断が望まれる。

## 病期
尿膜管癌は、最初に1863年にヒュー(Hue)及びジェイキン(Jaequin)によって記述され、1930にC.ベグ(Begg)によって尿膜管癌の特徴がより明らかにされた。詳細な症状とステージ分類は1984シェルドンにより提案され現在まで幅広く使われている。
| 記号 | 解説                         |
| ---- | ---------------------------- |
| I    | 尿膜管粘膜を越える浸潤がない |
| II   | 尿膜管に限定された浸潤       |
| III  | 局所進展                     |
| IIIA | 膀胱                         |
| IIIB | 腹壁                         |
| IIIC | 腹膜                         |
| IIID | 膀胱以外の臓器               |
| IV   | 転移                         |
| IVA  | 局所リンパ節                 |
| IVB  | 遠隔部位                     |

## 検査
CT、MRIによる画像診断および膀胱鏡検査はあらゆるケースで最も有効とされ、TUR-Btによる生検の診断が必要とされる。腫瘍マーカー検査においてCEA、CA19-9、CA125の観測が有効とされている。

## 治療
治療法として転移を認めていない場合、治療の第一選択は外科的切除であり、膀胱全摘除術および尿膜管全摘除術が推奨されてきた。しかし、近年切除断端を十分にとれば再発率に有意差はないと報告されておりシェルドンの分類でのステージIIIA まではen bloc（尿膜管全摘＋膀胱部分切除）に骨盤リンパ節郭清を加えるのが最も妥当であると考えられる。
転移陽性例では化学療法を考慮し、奏効例には化学療法後の外科的な地固め療法を考慮する。
尿膜管癌は組織学的および臨床学的に大腸癌や胃癌に類似していることより消化器癌に用いる化学療法レジメンを応用する。
- 大腸癌のレジメン例
  - mFOLFOX6：オキサリプラチン + ロイコボリン + 5-FU
  - GemFLP：5-FU + ロイコボリン + ゲムシタビン + シスプラチン
  - FOLFIRI：イリノテカン + フルオロウラシル + レボホリナート
- 胃癌のレジメン例
  - S-1/CDDP:テガフール・ギメラシル・オテラシルカリウム配合剤 + シスプラチン

進行例では以下のレジメンを考慮する。
- 5-FUベースのレジメン（FOLFOX、GemFLP）
- ITP:パクリタキセル + イホスファミド + シスプラチン による併用化学療法
- パクリタキセルとプラチナ製剤の併用

近年ではスニチニブ、ゲフィチニブ、ベバシズマブ、セツキシマブなど分子標的薬も効果が報告されている。